# China nos Jogos Olímpicos de Inverno de 2022
China participou dos Jogos Olímpicos de Inverno de 2022, realizados em Pequim, na China.
Foi a 12.ª aparição do país em Olimpíadas de Inverno. Foi representado por 182 atletas, sendo 97 homens e 85 mulheres.

## Competidores
Estas foram as participações por modalidade nesta edição:
| Esporte                                | Masculino | Feminino | Total |
| -------------------------------------- | --------- | -------- | ----- |
| Biatlo                                 | 4         | 4        | 8     |
| Bobsleigh                              | 9         | 4        | 13    |
| Combinado nórdico                      | 4         | —        | 4     |
| Curling                                | 6         | 6        | 12    |
| Esqui alpino                           | 2         | 2        | 4     |
| Esqui cross-country                    | 6         | 6        | 12    |
| Esqui estilo livre                     | 10        | 11       | 21    |
| Hóquei no gelo                         | 25        | 23       | 48    |
| Luge                                   | 3         | 1        | 4     |
| Patinação artística                    | 4         | 4        | 8     |
| Patinação de velocidade                | 6         | 7        | 13    |
| Patinação de velocidade em pista curta | 5         | 5        | 10    |
| Salto de esqui                         | 5         | 2        | 7     |
| Skeleton                               | 2         | 2        | 4     |
| Snowboard                              | 6         | 8        | 14    |
| Total                                  | 97        | 85       | 182   |

## Medalhas
Estes foram os medalhistas desta edição:
| Atleta                                               | Esporte                                | Evento                      | Medalha |
| ---------------------------------------------------- | -------------------------------------- | --------------------------- | ------- |
| Qu Chunyu Fan Kexin Wu Dajing Ren Ziwei Zhang Yuting | Patinação de velocidade em pista curta | Revezamento 2000 m misto    | Ouro    |
| Ren Ziwei                                            | Patinação de velocidade em pista curta | 1000 m masculino            | Ouro    |
| Eileen Gu                                            | Esqui estilo livre                     | Big air feminino            | Ouro    |
| Gao Tingyu                                           | Patinação de velocidade                | 500 m masculino             | Ouro    |
| Xu Mengtao                                           | Esqui estilo livre                     | Aerials feminino            | Ouro    |
| Su Yiming                                            | Snowboard                              | Big air masculino           | Ouro    |
| Qi Guangpu                                           | Esqui estilo livre                     | Aerials masculino           | Ouro    |
| Eileen Gu                                            | Esqui estilo livre                     | Halfpipe feminino           | Ouro    |
| Sui Wenjing Han Cong                                 | Patinação artística                    | Duplas                      | Ouro    |
| Su Yiming                                            | Snowboard                              | Slopestyle masculino        | Prata   |
| Li Wenlong                                           | Patinação de velocidade em pista curta | 1000 m masculino            | Prata   |
| Xu Mengtao Jia Zongyang Qi Guangpu                   | Esqui estilo livre                     | Aerials misto               | Prata   |
| Eileen Gu                                            | Esqui estilo livre                     | Slopestyle feminino         | Prata   |
| Yan Wengang                                          | Skeleton                               | Masculino                   | Bronze  |
| Han Yutong Qu Chunyu Fan Kexin Zhang Yuting          | Patinação de velocidade em pista curta | Revezamento 3000 m feminino | Bronze  |

## Desempenho

### Biatlo
Masculino
Feminino

### Bobsleigh
Masculino
Feminino

### Combinado nórdico
Masculino

### Curling
Masculino
Feminino

### Esqui alpino
Masculino
Feminino

### Esqui cross-country
Masculino
Feminino

### Esqui estilo livre
Masculino
Feminino

### Hóquei no gelo
Masculino
Feminino

### Luge
Masculino
Feminino

### Patinação artística
Masculino
Feminino

### Patinação de velocidade
Masculino
Feminino

### Patinação de velocidade em pista curta
Masculino
Feminino

### Salto de esqui
Masculino
Feminino

### Skeleton
Masculino
Feminino

### Snowboard
Masculino
Feminino
Legenda
| Recorde mundial      | Recorde mundial (World record)               |                       | Recorde africano                      | Recorde africano (African) |                                           | Q | Classificado por posição (Qualified) |
| Recorde olímpico     | Recorde olímpico (Olympic record)            | Recorde da América    | Recorde da América (Americas)         | q                          | Classificado por melhor tempo (Qualified) |   |                                      |
| Melhor marca do ano  | Melhor marca do ano (World leading)          | Recorde asiático      | Recorde asiático (Asian)              | DNS                        | Não largou (Did not start)                |   |                                      |
| Recorde nacional     | Recorde nacional (National record)           | Recorde europeu       | Recorde europeu (European)            | DNF                        | Não terminou (Did not finish)             |   |                                      |
| Recorde pessoal      | Recorde pessoal do atleta (Personal best)    | Recorde da Oceania    | Recorde da Oceania (Oceania)          | DSQ / DQ                   | Desclassificado (Disqualified)            |   |                                      |
| Recorde da temporada | Recorde da temporada do atleta (Season best) | Recorde sul-americano | Recorde sul-americano (South America) | NM                         | Sem marca (No mark)                       |   |                                      |